# Isabella av Burgund
Isabella av Burgund, född 1270, död 1323, var en drottning av Tyskland 1284-1291, gift med kung Rudolf I. 